# Casa Museo Gardeliana
El Museo Casa Gardelina o Casa Museo Gardeliana es una galería-museo especializada en exponer objetos personales de Carlos Gardel, el Zorzal Criollo del tango y variados temas relativos a ese género musical. La galería-museo se encuentra ubicada en la ciudad de Medellín, Colombia, donde falleció Gardel en un accidente de aviación en julio de 1935. Desde 2002, el Museo Casa Gardeliana es oficialmente Monumento Histórico y Patrimonio Cultural de Medellín. 
El Museo Casa Gardeliana contiene una amplia variedad de objetos auténticos de Gardel y otros tangueros famosos, recopilados para satisfacer el gusto y la nostalgia de los amantes y amigos del tango. El muestrario es reconocido y admirado por importantes figuras tangueras locales e internacionales. 
La Casa Museo Gardeliana fue creada en honor a Gardel por el ciudadano argentino Leonardo Nieto Jardón, residenciado en Medellín durante más de 40 años, y fundada por él mismo en 1972. 
Desde esa fecha hasta entonces ha sido un símbolo de la pasión por el tango que se respira en Medellín.

## Historia
En 1971 existía en la ciudad, incluso desde mucho antes, una entidad llamada Asociación Gardeliana, que todavía existe en 2009. Estaba conformada por seguidores y amigos del tango, entre quienes destacaban figuras importantes como el conocido escritor colombiano Manuel Mejía Vallejo.
Durante 1972, don Leonardo Nieto Jarbón, el fundador de la inicialmente llamada Casa Gardeliana, se reunió varias veces con el mencionado escritor y otros tangueros de la Asociación Gardeliana. En las reuniones se buscaba conversar sobre la construcción de un singular sitio sin antecedentes en la ciudad, dedicado exclusivamente al tango y, de manera muy especial, a Gardel.
Las reuniones de Nieto Jarbón se hicieron en el “Salón Versalles”, otro negocio fundado por él que también hizo historia en Medellín durante los 70 y 80; y de paso, también en este salón, Manuel Mejía Vallejo escribiría su popular libro de 1973, Aire de tango. 
Pese a que todos los amigos de Nieto, del tango y de Gardel, apoyaron la idea de crear el nuevo sitio, Nieto tuvo que soportar él solo el mayor esfuerzo económico.
La casa sede del lugar - llamada también nostálgicamente "Templo del tango" -, tras superar los impedimentos iniciales fructificó y fue finalmente construida en “La 45”, una avenida del barrio Manrique de Medellín, en 1972. Desde el primer momento se llamó Casa Gardeliana, nombre que conservaría durante prácticamente toda su vida. 
Sin embargo, entre otras vicisitudes, los muchos problemas de la construcción condujeron a que inicialmente el sitio permaneciera cerrado por espacio de un año y medio. Para salir del escollo y las demás crisis de la fundación, Nieto se dio a la tarea de buscar nuevos asociados entre amantes del género, fuesen colombianos o argentinos; por fin un músico de nombre Rodrigo López, integrante de una banda folklórica del país sureño, le ofreció ayuda para imprimir nueva vida al proyecto. 
Finalmente el proyecto de Nieto tomó forma y floreció. Tras un corto tiempo de actividad hubo que ampliar la casa para atender la demanda del público. Y tras acumular varias décadas de éxitos, la Casa Gardeliana generó en Medellín una inolvidable época tanguera que dejaría para siempre sus profundos rastros. En esta ciudad, muchísimas veces en los bares y cantinas populares, si no se escucha tango no se escucha música.
Actualmente, en la legendaria casa hoy de fachada color rosa –en cuyo frente se erige una estatua del “Morocho del Abasto” donada por el gobierno argentino–, no se están ofreciendo espectáculos y conciertos de tango ni servicios de club nocturno, como se hizo durante los años cuando la instalación se conocía simplemente como “Casa Gardeliana”. 
Pese al rigor del tiempo, la casona, la fundación de Nieto, continúa allí levantada. Hoy día es una galería-museo, reposada en medio de esa empinada zona de montaña urbana que es el tradicional barrio Manrique, y sobre la misma avenida 45 que lleva también precisamente, el nombre de "Avenida Carlos Gardel".
Sin embargo, a partir del resurgimiento del tango en la ciudad, la municipalidad, en compañía de entusiastas empresarios privados, ha decidido volver a activar la esencia de la Casa Gardeliana que será, a partir de 2009, además de museo, otra vez un sitio ícono de la cultura paisa en lo tanguero, con espectáculos y oferta de bar y restaurante del mejor corte para los recuerdos.
Esta tradicional casa de apariencia sencilla es similar en naturaleza –y guardadas las proporciones–, a las construcciones de La Boca, nombre que dan al barrio hincha del equipo Boca Juniors en Buenos Aires, Argentina. 
Personajes como Jorge Luis Borges, Libertad Lamarque, Alberto Echagüe, Hugo del Carril, Osvaldo Pugliese y Agustín Irusta, han visitado el hoy museo; algunos han dejado allí objetos personales para unirlos a los de Gardel. En 2002 el domicilio fue declarado por el Concejo de la ciudad Patrimonio Cultural y Monumento Histórico de Medellín.
Con su elevación a la categoría de Monumento Histórico y Patrimonio Cultural de Medellín, esta edificación se convirtió en un símbolo permanente de la cultura, el mito y la pasión por el tango que quedaron sembrados por siempre en Medellín.
Puede escuchar la voz de Carlos Gardel cantando el conocido tango Por una cabeza, aquí:

## Más allá del Museo Casa Gardeliana. Pasión por el tango
El tango, especialmente a raíz del accidente y la muerte de Gardel, se convirtió así en una especie de subcultura tradicional en Medellín, y son muchos los lugares y eventos tangueros que hay en la ciudad. Existen en la ciudad muchos intelectuales, escritores y pintores especializados en investigar y mantener viva este importante aspecto de la cultura medellinense. También, además, es muy numeroso el público que asiste a los sitios y eventos tangueros. Tres de estos sitios o eventos son La Tangovía, la Plaza Gardel y el Festival Internacional del Tango de Medellín, un evento anual que está jalonando un renacimiento y crecimiento progresivo del género.
Por ahora, en 2008 se organizó el programa denominado La Ruta del tango, una especie de romería destinada a recorrer lugares tangueros clásicos y emblemáticos de la ciudad como la Casa Gardeliana y los bares El Patio del Tango, Adiós Muchachos, El Último Café, el Málaga, la Payanca y el Homero Manzi.
Gardel como cultura de ciudad es tan importante que incluso desde 2020 la Masonería de Antioquia celebra cada mes de junio la vida y obra de Carlos Gardel con múltiples actividades, entre ellas una noche de tangos que se realiza en el Templo de la Gran Logia del Departamento de Antioquia en donde además al entrar puede verse un retrato de Gardel en compañía de la imagen de otros históricos masones . Esta institución, tras largos estudios e investigaciones afirma que Gardel fue francmasón, razón por la cual la masonería local se siente tan profundamente conectada con el artista al que llaman Querido Hermano Carlos Gardel.

### Renovación y nueva vida al tango en Medellín
Como un evento cumbre de este renacimiento, la ciudad realizó la celebración, en 2010, la Cumbre Mundial de Tango, habida cuenta de que las invitaciones de los últimos años que se han extendido a los tangueros internacionales durante los Festivales del Tango han sido respondidas con mucho interés y entusiasmo por especialistas de otras naciones, y por diversas asociaciones internacionales tangueras y gardelianas.

### La Tangovía
Es en "La 45", o Avenida Carlos Gardel de Medellín, donde se asienta el Museo Casa Gardeliana, en el corazón del populoso barrio Manrique. Y es allí también donde todos los años tiene lugar un nutrido evento de nombre Tangovía. En febrero, mayo y noviembre, se cierra la Avenida Carlos Gardel y los tangos y milongas, bandoneones y bailarines, se convierten en espíritus dueños de esta tradicional vía.

### La Plaza Gardel
A partir de 2007, cuando la municipalidad decidió dar un nuevo impulso al alma tanguera medellinense, se reorganizó el tradicional “Festival Anual del Tango”. Su nombre se transformó posteriormente en "Festival Internacional del Tango". Después de esta fecha se rejuveneció el vigor tanguero en la ciudad, y entraron en acción varios escenarios centrales del mismo para ofrecer culto al género y sumarse a los escenarios gardelianos de los barrios periféricos, con el fin de que toda la comunidad pueda disfrutar de esta música y de su gran símbolo, Gardel.
Con motivo del Festival Internacional del Tango, Medellín creó la Plaza Gardel, en el mismo aeródromo donde falleció el cantor en aquel trágico accidente, el Aeropuerto Olaya Herrera; allí se erigió otra estatua conmemorativa del bardo cantor que recuerda para siempre su figura sonriente, su influencia en el mundo, su música y, por desgracia, su fallecimiento. 
Este nuevo monumento, sumado al de “La 45” del barrio Manrique, completa ya 2 en Medellín dedicados a Gardel, al tango, y a sus amantes.
Es tal entonces el alma tanguera de Medellín que, para un ejemplo, el público asistente a los conciertos y concursos de tango durante 2008, igualó o superó al público asistente a los conciertos de rock o músicas tropicales y tradicionales colombianas presentados en la ciudad.

### Festival Internacional del Tango
El Festival Internacional del Tango, en reemplazo del Festival Anual del Tango, ha continuado y continúa siendo un evento de suma raigambre popular en Medellín.
En medio de la historia de Medellín, desde el fallecimiento de Carlos Gardel en el trágico accidente de aviación del aeropuerto Olaya Herrera el 24 de junio de 1935, en la ciudad se desarrolló un fuerte sentimiento de apropiación de Gardel y el tango, y la comunidad se adueñó de muchos modos de este género musical rioplatense (ver tango).
Había sido tradicional desde la muerte de Gardel mantener la presencia de cantores y bailarines tangueros locales y extranjeros, en casi su totalidad en los barrios populares. En especial en el barrio Guayaquil, que fue cuna de nutridas competencias de cantantes populares de tango espontáneos durante las décadas de los años 60 y 70. Uno de los grandes escritores antioqueños de gran raigambre en Medellín, Manuel Mejía Vallejo, escribió en 1973, a propósito de este fenómeno tanguero de la ciudad, Aire de tango, una obra que contribuiría a dejar profundas huellas sobre esta saga musical que Medellín comparte con los argentinos con relación a este sui-generis género musical.
Hoy día, en 2009, el tango recobra su lugar y su vigor en la entretela cultural histórica de esta ciudad, sin duda impulsado con fuerza e interés por la municipalidad y el público, especialmente a través del Festival Internacional del Tango.

### Medellín, Cumbre Mundial del Tango 2010
Dado su pedazo de alma tanguera, la ciudad fue seleccionada para celebrar la Cumbre Mundial del Tango de 2010, máximo evento planetario de este género. La noticia y la progamación inicial del gran acontecimiento fueron anunciadas por el alcalde Alonso Salazar, precisamente en La Casa Gardeliana, con el objeto de refrescarla como símbolo inolvidable de este tema y de esta música.
En los siguientes videos puede verse a Carlitos cantando, en una grabación original de la época, la hermosa pieza "El Carretero", acompañándose con su guitarra. Además, se incluyen escenas, también en video, del Festival Internacional del Tango de 2007. 
- Videos de Carlos Gardel y del Festival del Tango de Medellín, YouTube
- El nacimiento del mito gardeliano, Primer Festival Internacional del Tango en Medellín